# Поместен събор
Поместен църковен събор (също и ча́стен, т.е. по частен случай, а не всеобщ универсален, светски, т.е. вселенски; на гръцки: τοπικός σύνοδος) е събрание на предстоятелите, често с участието на упълномощени представители на поместна църква.

## Събори на Православната църква
Освен седемте „велики“ вселенски събори Православната църква като цяло признава и се ръководи от решенията на поместните събори, чиито решения по правило се приемат. На Първия вселенски събор в Никея (325 г.) се приема всеобщо правило (5-о), епископите на всяка провинция да се събират два пъти годишно за решаване на належащи въпроси.
През средновековието поместните събори с участието на епископите на някаква митрополия са се свиквали обикновено два пъти годишно за да се обсъдят и решат административни, съдебни и други дела, които не влизат в пълномощията на местния епископ. Понякога няколко митрополии участвали в поместен събор.
Всеобщо признати са 10 (или 17) т.нар. канонотворчески събори. До Великата схизма (1054 г.) и Католическата църква признава като задължителни решенията на повечето от канонотворческите събори, особено на тези, в които участват и западни епископи. Константин-Кирил сразява еретиците триезичници на Венецианския поместен събор.

### Най-важните канонотворчески събори
1. Анкирски (314 г.) – 25 правила. Участват 18 епископа. Правило 24 –то: Ония, които употребяват магьосничество и държат езически обичаи или водят някои в домовете си, за им врачуват (баят, гадаят, гледат) или да ги очистват (от магии), нека подпаднат под правилото за петгодишна епитимия по установените степени; общо пет години да се каят и да не се причастяват със Светите Тайни.
2. Неокесарийски (315 г.) – 15 правила, 24 епископа.
3. Гангърски (ок. 340 г.) – 21 правила; осъжда еретика Евстафий. 13 епископа.
4. Антиохийски (341 г.) – 25 правила за църковното управление, правило 11 и 12 решава отношението на епископа към царя Правило 5-о:Ако презвитер или дякон, който, презирайки епископа си, самоволно се отлъчи от църквата и почне да прави отделни събрания, като основе олтар, и, призован от епископа си веднъж и дваж не се покори и не послуша (да се върне), нека бъде съвършено низвергнат от чина си и в никой случай да не бъде допуснат да служи, нито да се ползва с прежната чест. А ако упорства, смущавайки църквата и въставайки срещу нея, нека бъде укротяван от гражданската власт като метежник. Правило 11-о: Ако някой епископ, презвитер или изобщо кой и да е от клира, дръзне да отиде при царя (представители на светската власт) без съгласие и без писмо от епископите на областта, а най-вече от епископа на митрополията, такъв нека бъде изключен и лишен не само от общение, а и от достойнството си като такъв, който е дръзнал да затруднява боголюбезния наш цар, въпреки правилата на църквата. А ако необходима нужда накара някого да отиде при царя, нека стори това със знанието и съгласието на епископа на митрополията и на останалите от тая област епископи, снабден с препоръчани писма от тях. 100 епископа.
5. Лаодикийски (края на IV в.) – 60 правила; правило 13-о: Да се не позволява народна тълпа да избира ония, които предстои да бъдат ръкополагани в свещенство. 30-то: да се празнува неделният ден вместо съботният от християните. 33-то: Забранява се моленето с еретик или с разколник. 36-о: Посветени или клирици не трябва да бъдат вълшебници, обайници, числогадатели, астролози или такива, които правят предпазителници, свързващи душите с нечисти духове. Ония, които носят такива, заповядваме да се изхвърлят из църквата. 46-о: Ония, които ще се кръщават, трябва да изучават вярата и в петия ден на седмицата да дават отговор на епископа или на презвитерите. 57-ото: Презвитери да не правят нищо без знанието на епископа. 341 еп.
6. Сердикийски или Сардакийски (в Сердика/дн. София, 343 – 344 г.) – 20 правила. Свикан фактически от синовете на император Константин Велики – Западния император Констанс (със столица Рим), който е подкрепял православните, и Източният император Констанций II (със столица Константинопол) по-близък до арияните, за да се преодолеят различията и да се укрепи Църквата. Започнал като втори Вселенски събор през месец ноември 343 г. Сред делегатите на събора присъстват 341 делегати от които към 300 епископи, представляващи цялата „вселенска“ църква, между които св. Атанасий Велики, а също и най-известните в християнския свят. Съборът се председателства от епископа на испанския град Кордова – свети Осий Кордувийски исповедник, който преди това е ръководил и Първият Вселенски Събор и е бил личен исповедник на император Константин Велики. Фактически домакин е съветника на император Константин Велики, сердикиският епископ Протоген, също виден участник в Първия Вселенски Събор посочен в списъка на 20-те най-важни участници в него, а в съхранените протоколи са вижда, че от името на събранието в Никея той води диспут в който защитава, че Св. Дух е Бог и равночестен участник в Св. Троица. Заседанията на събора продължили до месец февруари 344 г. и завършили с осъждането на Арианството и други важни решения станали канони на Църквата.
До днес са запазени сградите или останки от тях, в които са заседавали отците: Старият храм на базиликата „Св. София“, Ротондата „Св. Георги“ и „Гражданската“ сграда до нея. Предвид големия им брой и острите спорове е известно, че те са били настанени главно в манастирите извън град Сердика, където също са ставали важни заседания. Счита се, че единият е Манастирът с голяма базилика от IV в. в кв. Лозенец, чиито останки са открити в началото на 90-те години на XX век при строежите на новите жилищни сгради над сегашния Южен парк в долната част на ул. „Козяк“. Друг манастир вероятно е този чиито останки са под днешната църква „Св. Мина“ в кв. Слатина. Петър Богдан Бакшев (1601 – 1674) посочва името на изчезналия в XVII в. манастир „Св. Троица“ при хълма „Триада“, намиращ се южно от града. Светската власт не само е свикала, но също е подпомагала и следяла това събитие с огромна значимост. Седалището на управителя на римската провинция и на града се е намирала под днешната църква „Св. Неделя“ и средновековната църква „Св. Спас“ в сградата на „Булбанк“. Величественият градеж на императорския дворец, който без съмнение са посещавали отците от събора, построен от покръстителя на Римската империя император Константин Велики за времето когато е престоявал в София, се е простирал от сградите под днешния хотел „Рила“ при малкия дворцов храм на севастократор Калоян – „Св. Николай“, до Софийската митрополия с вградената в нея подземна днес църква „Света Петка Стара“ (също на строителя на Боянската църква севастократор Калоян) и в двора на Президентството.
Сердикийският църковен събор се разглежда като продължение на Първия вселенски събор в Никея (325 г.), осъдил арианската ерес. Според църковния историк Сократ, съборът определил политиката на държавата спрямо Църквата и арианската ерес. След бурни разисквания връх взема Никейската догма – тоест никейският Символ на вярата бива потвърден. Отците осъждат арианските клевети срещу защитника на Православието св. Атанасий, когото еретиците били изгонили от неговата катедра. На Сердикийския събор той бива оправдан и възстановен за Александрийски епископ. Недоволните от развоя на събитията около 80-те ариански духовници, предимно от източните провинции на империята, се оттеглили на свой събор-продължение във Филипопол. Съборът се произнася и във връзка с отношението на епископа към царя, за инстанциите на църковния съд, като се създава втора инстанция над епископа. Например, 4-то правило гласи следното: епископ може да се замени с друг епископ само подир смърт или низвержение от съд. Правило 6-о забранява да се избира епископ на малък град, където има достатъчно много презвитери. Както разпорежда и правило 57-о на Лаодикийския поместен събор (343 г.), епископ може да се постави само там, където още от древността е имало епископ. (Поради това първият български архиепископ е епископ на Дръстър, макар че е живеел в столицата.) По-нататък, 10-о правило: епископът да е бил преди назначаването си четец, дякон и презвитер – тоест кандидатът за епископ трябва да е преминал през всички степени на свещенството. 11-о правило забранява на епископа да напуска паството си повече от 3 седмици. 376 еп.
Всеобщите норми на Църквата са установени от 7-те Вселенски събора и още 10 най-значими църковни поместни събора, които 17 събора се наричат „канонотворчески“. Сердикийският събор е вторият от 17-те канонотворчески събори на Църквата, а от всичките градове на канонотворческите църкоивни събори, 10 от много векове насам са в ръцете на иноверци и единствено един – Сердика, днешната българска православна София, е останал в християнска страна.
- За Сердикийския църковен събор

7. Картагенски (419 г.) – приема наново решенията на 15 Картагенски поместни събори, проведении между 393 и 419 г., решава административни въпроси на Африканската църква. Правило 10-о: Ако някой презвитер, който е осъден от епископаси, обзет от някаква надменност, се възгордее и си въобрази, че може отделно да принася на Бога свети дарове, или намисли, въпреки църковната вяра и устав, да въздигне друг олтар, такъв да не бъде оставен без наказание. Съборът изрекъл: Ако някой презвитер, като се възгордее срещу епископа си, направи разкол, да бъде анатема. Правило 11-о: Ако някой презвитер бъде осъден за лошо поведение, трябва да яви за това на съседните епископи, та те да разгледат делото и чрез тях да се примири с епископа си. Но, ако не направи това и (от което Бог да пази), обзет от гордост, сам се отдели от епископа си и заедно с други, вършейки разкол, принесе на Бога света жертва, такъв трябва да бъде признаван, че се намира под анатема и нека се лиши от мястото си, след като се разбере, обаче, дали тъжбата срещу епископа не е справедлива. 217 еп.
8. Константинополски (394 г.) – епископ може да бъде осъден само по решение на всички епископи на митрополията. 20 епископа учстват.
9. Константинополски (861 г.) – 17 правила. 6-о: монасите не могат да имат частна собственост, тяхното имущество принадлежи на манастира. 318 еп.
10. Константинополски (879 г.) – 3 правила. 1-вото гласи, че отлъчените от църквата от патриарха на Константинопол трябва да се считат за такива и от римския епископ (папата), който няма преимущество по сан. 383 еп.

### Архиерейски поместни събори в Цариград Константинопол, свързани с Великата схизма
Събор в константинополския храм „Св. Апостоли“ (861 г.) – участват 318 отци, в това число и папски легати. Приятелят на императора Фотий е утвърден като патриарх – в пряко нарушение на 10-о правило от Сердикийския събор, съгласно което, за да бъде посветено в епископство, едно лице трябва предварително да е преминало през всички степени на свещеничеството – от четец до презвитер. Технически, Фотий ги е бил преминал, но само формално – набързо бива посветен в духовен сан и в свръхкратък, петдневен, срок става презвитер, с единствената цел да бъде поставен на мястото на неудобния патриарх.
Насилственото низвергване на патриарх Игнатий е следствие на това, че, в изпълнение на свещеническите си обязаности, отказва св. Причастие на регента Барбас, поради това, че живее в състояние на кръвосмешение със снаха си. Това достойно поведение предизвиква омразата на регента и става причина за напълно насилственото изместване на законния патриарх и изкуственото поставяне на Фотий на негово място.
Патриарх Игнатий се вижда принуден да се откаже от сана си и, в изпълнение на приетите на църковните събори разпореждания, се обръща с жалба към папа Николай I. Последният свиква нов събор в Рим, на който решенията, взети в Константинопол справедливо биват обявени за незаконни. Вследствие на тази негова вярност на установения църковен ред, вътрешното напрежение в християнската Църква се усилва и Фотий предприема непримирима битка срещу Рим.
Събор в Константинопол (867 г.), свикан с окръжно послание на Фотий до източните патриарси. Основен въпрос е отклонението на папството от Никейския Символ на вярата, което се състояло в това, че западната църква твърди, че Дух Свети изхождал не само от Отца, но и от Сина (Филиокве). Това преди всичко е ответен удар срещу заключението на събора в Рим, взето в резултат на жалбата на низвергнатия патриарх Игнатий, че провъзгласяването на Фотий за патриарх нарушава вътрешноцърковните правила.
В резултат на това окръжно послание, папа Николай I бива анатемосан от Фотий (когото източните епископи обявяват за Вселенски патриарх) като еретик. Това довежда до крайно обтягане на отношенията между Рим и Константинопол. Тогава, на 25 септември 867 г. новият император Василий I Македонец принуждава Фотий да се откаже от патриаршеския престол и той отново е поверен на Игнатий.
Събор в Константинопол (5 октомври 869 г. – 28 февруари 870 г.) за помирение на Източната църква със Западната, свикан от Василий I, който иска да запази византийските владения в Италия и да се предпази от арабската опасност, но преди всичко – да изпълни благородната повеля на Иисус Христос християнинът да бъде миротворец. На събора папските легати справедливо настояват да бъдат премахнати всички разпореждания от времето на незаконно избрания патриарх Фотий, а ръкоположените от него епископи да бъдат свалени и анатемосани, което се и приема. На извънредното заседание на този събор, проведено на 4 март 870 г., сред делегатите и представителите на древните източни патриаршии и Римската курия участвали и български пратеници. На този събор България, по взаимно съгласие между Константинопол и Рим минава от духовната опека на Рим, която е била приела преди това, към тази на Константинопол. След закриването на събора, били ръкоположени архиепископ и епископ на България. Поради това Българската църква се явява осма по ред в общността на източнохристиянските църкви през IX в., втора (след Грузинската) народностна Православна църква, и родоначалница на славянските православни църкви-сестри.
Събор в Константинопол (879 – 880 г.). След смъртта на Игнатий (877 г.) Фотий отново е провъзгласен за патриарх. Този събор осъжда решенията на събора в Рим, което представлява поредната крачка към разцеплението на Църквата). С цел да избегне станалото критично вече напрежение и в знак на добра воля, римският папа приема това положение на нещата.
На поместен патриаршески избирателен събор на отделните национални църкви (на предстоятелите или с участието на делегати) се избира следващия патриарх. Патриархът може да се избере само от поместен събор с участието на всички епископи. Например такъв събор (31 януари – 2 февруари 1945 г.) в Москва избира следващия патриарх Алексий I.

### Разширен и надюрисдикционен Всеправославен събор на представителите на поместните църкви
За приемането на много важни решения, засягащи цялата Православна църква, се свиква всеправославен надюрисдикционен поместен събор на предстоятелите или с участието на делегирани представители на поместните църкви. Признаването на автокефалията на нови поместни църкви, било то от БПЦ или от други Православни църкви, е формален акт, но той се основава на древни и универсални църковни правила, зависещи до голяма степен от традициите и интересите на другите църкви. Спорът за автокафалията на Македонската православна църква (МПЦ) и Украинската Църква, които не са признати още от поместните православни църкви, включително от Българската, Сръбската и Московската патриаршия, може да бъде разрешен например от Църковен събор от типа на събора проведен в България през 1998 г. Македонската църква формално се намира под юрисдикцията на Сръбската, но шест епархии в диоцеза на Охридската архиепископия са били до Балканските войни част от църковната територия на Българската екзархия: Велешката – по султанския ферман от февруари 1870 г.; Охридската и Скопската – по „истилямите“ (допитвания до населението), проведени през 1873 г. от османските власти; Струмишката, Битолската и Дебърската – също по допитване до населението през 1897 г. Тези епархии отпадат от екзархийския диоцез след Балканските войни през 1913 г. с насилие и без свободна изява на населението или църковен синод. Затова БПЦ държи открит въпроса за тях чак до 1945 г.

### Поместни събори на Българската православна църква
1. Първи всебългарски църковно-народен събор в Преслав (есента 893 г.), организиран от Наум Охридски. Освобождава Симеон, третия син на Борис, от монашеския му обет и го коронясва за княз на България. Столицата се мести от Плиска в Преслав. Гръцкият архиепископ Йосиф приема съборното решение „да се отхвърли гръцкият език и тържествено да бъде обявен народният славянобългарски език за официален в държавата, а в църквата да се въведат славянобългарски книги и богослужение.“ (проф. В. 3латарски).
- (спорен) Втори всебългарски църковно-народен събор (917 – към 919 г.) – провъзгласява автокефалията (независимостта) на Българската православна църква, Българският архиепископ и църковен глава получава титлата „патриарх“.

- (спорен) Църковен събор в Лампсак, Мала Азия (1235 г.). При царуването на Иван Асен II големият събор, със съгласието на Никейския патриарх Герман II и останалите четирима източни патриарси, признава официалното и каноничното патриаршеско достойнство на Българската църква. За пръв Търновски патриарх е провъзгласен българския духовник Йоаким I.

2. Първи Търновски събор провел се на 11 февруари 1211 г. и свикан срещу богомилите. Въз основа на пренията и решенията на събора е издаден Бориловия синодик. Участие взема висшето и нисшето духовенство, болярството и множество избран народ.
3. Втори Търновски събор провел се или през 1350 или през 1355 г. срещу богомилите. Нарочени за порицание са и адамитите. Главните разпространители на ереста са Лазар дощъл от Солун в Търново, Кирил Босота и поп Стефан. Съборът е свикан от патриарх Теодосий Търновски. Лазар се покайва, а останалите двама остават верни на учението си и царят заповядва „да жигосат лицата им с нажежени железа и навеки ги изгони от своите предели“.
4. Първи църковно-народен събор в Екзархийския дом в Ортакьой (23 февруари 1871 г. – 24 юли 1871 г.). На 13 март 1870 г. бил избран в Цариград Привременен смесен екзархийски съвет от 50 души, от които 11 духовници и 39 миряни. Същевременно Високата порта разрешава свикването на Църковно-народен събор в Цариград, който да разгледа и приеме проектоустава на Българската екзархия и да избере първия екзарх. За целта Привременният смесен съвет изработил и изпратил до епархиите правилник (наречен „Повод“) за избиране на представители за събора Председател на събора става най-възрастният архиерей Иларион Ловчански, а секретар-писар юристът Марко Балабанов. Проведени били 37 редовни заседания, на 23-то заседание от 14 май окончателно бил приет и подписан Уставът за управлението на Българската екзархия. На последвалите заседания бил приет и списъка на кандидатите за екзархийски митрополити, в който влизат и някои духовни лица от Македония. на 1 януари 1871 г. временният Свети синод отправил призив към българските общини в тези епархии да изпратят свои избраници на събора. На 23 февруари 1871 г. съборът е открит. Саморазпуснал се е на 24 юли 1871 г., след като безрезултатно чакал два месеца позволение да избере екзарх. Едва Привременният смесен съвет завършил работата на Първия църковно-народен събор с избирането (16 февруари 1871 г.) на Антим I за пръв екзарх на Българската екзархия.
- На 13 май 1872 г. бива свикан Патриаршески събор в Цариград, на който екзарх Антим I бил низвергнат, митрополитите Панарет Пловдивски и Иларион Ловчански афоресани (отлъчени от църквата), а Иларион Макариополски бил предаден на вечна анатема и на огнена геена. Цариградската патриаршия свиква на 29 август 1872 г. голям гръцки църковен събор, който на 16 септември 1872 г. провъзгласява Българската църква и българския народ за схизматични. Едва на 22 февруари 1945 г. Цариградската патриаршия отменя схизмата и удовлетворява безусловно всички български искания.[1]

- Избирателен събор в Екзархийския дом в Ортакьой (24 април 1877 г.) – импровизиран събор с участието на трима митрополити и 13 миряни избира и провъзгласява за нов Български екзарх ловчанския митрополит Йосиф I.

6. Втори църковно-народен събор (6 февруари 1921 – 16 февруари 1922)
- Екзархийски избирателен събор в древния храм „Св. София“ в София (21 януари 1945 г.). Присъстват 90 избиратели с редовни пълномощия, които избират с 84 гласа Софийския митрополит Стефан за трети пореден и последен български екзарх.

7. Трети църковно-народен събор (Патриаршески избирателен събор) в древния храм „Св. София“ и в големия салон на БАН в София (8 – 10 май 1953), участват 107 делегати. Съгласно новоутвърдения устав на 3 януари 1953 г. Св. Синод решава да свика на 8 май 1953 г. църковно-народен събор, който да възстановяви Българска патриаршия и да избере на вакантния предстоятелски престол първоиерарх, който да се титулува „Патриарх Български и Митрополит Софийски“. За това събитие Св. Синод уведомява всички православни църкви и ги поканил да изпратят свои представтели. На 10 май 1953 г. БПЦ официално бива провъзгласена за Патриаршия, а за патриарх бил избран със 104 от 107 гласа Кирил (български патриарх). Българската патриаршия е призната в същия ден от Антиохийската, Грузинската, Руската, Румънската, Чехословашката и Полската православни църкви, чиито представители участвали на тържествената интронизация, в 1954 г. от Александрийската патриаршия, през 1955 г. от Сръбската православна църква, на 27 юли 1961 г. и от Вселенската патриаршия, 1962 г. от Йерусалимската патриаршия и Атинската архепископия (Гръцката църква).
- Църковно-народен патриаршески избирателен събор в София (4 юли 1971 г.) – провъзгласява митрополит Максим (български патриарх) Максим за Патриарх на Българската православна църква и Софийски митрополит.

8. Четвърти църковно-народен събор в София (2 – 4 юли 1997 г.) – осъжда разкола и действията на отпадналите от единството на Църквата и призова отпадналите от единството на Църквата към покаяние и завръщане по каноничен ред в лоното на Църквата.
- Софийски всеправославен поместен събор в храма „Св. Ал. Невски“ (30 септември и 1 октомври 1998 г.). На „Светия разширен и надюрисдикционен Всеправославен събор“ участват Цариградският вселенски патриарх Вартоломей, патриархът на Антиохия и целия Изток Игнатий VI, Московският и на цяла Русия патриарх Алексий II, патриархът на Александрия и цяла Африка Петър VII, патриархът на Белград и цяла Сърбия Павел, патриархът на Букурещ и цяла Румъния Теоктист, патриархът на София и цяла България Максим и др. представители на поместните патриаршески автокефални и автономни Православни църкви, които търсят начини за преодоляване на разкола в Българската църква. Представители на разколниците се явяват на събора и представят покайна декларация, в която молят за прошка за греховете, извършени от тях. Те обявяват, че признават Негово Светейшество Максим за патриарх на Българската православна църква, отказварт се от своите санове, получени по време на разкола, и се явяват на събора като обикновени монаси. Заради разкаянието и желанието им да служат отново на Българската православна църква, по снизхождение и по силата на пълна икономия, Съборът ги прима отново в лоното на Православието и признава епископско достойнство и сега те са на разположение на Св. Синод на БПЦ. Бившият „патриарх“ Пимен се отказва от своите претенции да ръководи Църквата и съборът отменява наложените му анатема и низвержение и му бе дава титлата бивш Неврокопски митрополит.

9. Пети църковно-народен събор в София (17 декември 2001 г.) разглежда преди всичко устройствени въпроси – учредява нова Плевенска епархия и възстановява древната Доростолска епархия; допълва титула на дотогавашния Американски и Австралийски митрополит, като добавя „и Канадски“.
10. Шести църковно-народен събор в Рилския манастир (проведен на три отделни сесии през 2008 г.) приема нов Устав на Българската православна църква. Съборът променя и самото наименование на този форум – от името отпада „народен“.

## Събори на Римокатолическата църква
Поместен събор в Толедо (края на VI век) – утвърждава филиоквето, което по-късно е утвърдено на Запад и довежда до Голямата схизма.